# Guldborg, Lolland
Guldborg är en ort i Danmark.   Den ligger i Guldborgsunds kommun och Region Själland, i den sydöstra delen av landet, 100 km sydväst om Köpenhamn. Antalet invånare är 555.
Närmaste större samhälle är Nykøbing Falster, 14 km sydost om Guldborg. Orten ligger på båda sidor om Guldborg Sund. Den större delen av orten ligger på ön Lolland och en mindre del på ön Falster.
Samhället har givit namn till äppelsorten Guldborg.